# Конституция 3 мая 1791 (картина)
«Конституция 3 мая 1791 года» — картина Яна Матейко, написанная к столетию принятия первой польской конституции. В этом произведении соединены в отдельно взятом моменте множество сюжетных линий развития польской истории. В данном случае выбран момент перехода послов Сейма из Зала заседаний в собор св. Яна.
По улице по направлению к костелу движутся, окруженные приветствующей их толпой, творцы и сторонники Конституции. Процессию возглавляет король Станислав Август Понятовский (17). Чуть поодаль от короля идет автор реформы образования Гуго Коллонтай (11). За его спиной стоят Игнатий Потоцкий (13) и Адам Чарторыйский (14).
Позади несут на своих плечах двух маршалов сейма — Станислава Малаховского (1) и Казимира Нестора Сапегу (5). Один из несущих — Юлиан Немцевич (6), другой (под поднятым текстом Конституции) — Игнацы Закжевский (3). За ним видно лицо Тадеуша Костюшко (4). Шествие замыкают Станислав Сташиц (26) и Анджей Замойский (27). Последний увлекает за собой крестьянина-зеваку из толпы (33). Между ними — Антоний Тизенгауз (32).
У стены под скульптурой стоит Антон-Станислав Святополк-Четвертинский (21), повешенный варшавянами в июне 1794. Спиной к зрителям с перевязью стоит один из богатейших вельмож Польши, коронный великий гетман Речи Посполитой Франциск-Ксаверий Браницкий (10), будущий тесть Михаила Воронцова.
Упал на землю Ян Сухоржевский (8). Рядом в светлом с поднятой рукой Казимеж Конопка (29). Справа на коне — Юзеф Понятовский (34). Слева внизу в толпе обернулся лицом к зрителю Ян Килиньский (24). Кроме того, на картине изображены Доротея (герцогиня Курляндии) (18) морганатическая жена короля Эльжбета Грабовская (19) и Ян Декерт (20), Антоний Злотницкий (22).
Среди представленных на картине свидетелей исторического события находятся и так называемые фигуры-комментарии — образы, призванные незаметно и ненавязчиво подчеркнуть авторское отношение к случившемуся. На картине исследователи находят как минимум две подобные фигуры: это красноречиво жестикулирующий старый еврей (37, в правом нижнем углу) и ксендз Клеменс Мария Хофбауер (25, у нижнего края картины, слева). Считается, что эти фигуры показывают критическое отношение художника к изображаемому событию. Матейко в самом деле был убежденным консерватором, противником либеральных положений Конституции.